# Die Woche (1993–2002)
Die Woche war eine deutsche Wochenzeitung, die von 1993 bis 2002 von der Ganske-Verlagsgruppe herausgegeben wurde. Die Zeitung hatte eine linksliberale Ausrichtung und sollte ein „Gegenpol“ zum Wochenblatt Die Zeit sein. Für ihre innovative Gestaltung erhielt Die Woche mehrere Preise.

## Publikationsgeschichte
Der Journalist und Publizist Manfred Bissinger, der die Zeitung gründete und herausgab, war bis Ende 2000 auch Chefredakteur, gefolgt von Hans-Ulrich Jörges (Januar bis Dezember 2001) und Sabine Rosenbladt (Dezember 2001 bis März 2002). Der Verleger Thomas Ganske unterstützte die Wochenzeitung „als journalistische und verlegerische Krönung seines Hauses“.
In den letzten drei Jahren hatte Die Woche eine Auflage von rund 130.000 bis 135.000 Exemplaren und 35.000 Abonnenten. Sie erschien donnerstags mit einem Umfang von 38–42 Seiten und kostete 3,50 DM, im Jahr 2000 3,90 DM. Vom journalistischen Stil her und durch moderne Optik sollte sie eine jüngere und zeitgemäße Konkurrenz zur anderen Hamburger Wochenzeitung Die Zeit sein. „Gegenüber der ‚Zeit‘ war das Erscheinungsbild der ‚Woche‘ eine kleine Revolution.“
Die Redaktion der Woche hatte „immer so um die 50 [...] Journalisten und Kolumnisten“ wie Till Briegleb, Frank Nordhausen, Marc Pitzke, Susanne Fischer, Petra Thorbrietz, Anna Mikula, Bernd Gäbler, Oliver Herrgesell und Anne Urbauer. Die Woche verstand sich darüber hinaus „als Autorenblatt und arbeitet[e] fortan mit namhaften Kolumnisten und Autoren wie Manfred Bissinger, Ulrich Wickert, Professor Wilhelm Hankel, Frank Lehmann, Michael Jürgs, Tilman Spengler, Jürgen Flimm.“ Weitere Autoren waren unter anderem Horst Stern, Sigrid Löffler, Peter Glotz, Mathias Bröckers, Henryk M. Broder (= Sarah Silberstein), Wolfgang Storz, Jürgen Kesting. Von Beginn an schrieb der Fernsehmoderator und Publizist Roger Willemsen eine wöchentliche Kolumne. Bissinger ließ ihm dazu eine absolut freie Hand.
Die Woche war die erste durchgängig farbig gestaltete Wochenzeitung Deutschlands und erhielt mehrere Preise für ihr „außergewöhnliches Design“. Kontrastierende Schriftarten, ein farbiges Orientierungssystem aus Balken und Quadraten, farbige Symbole und reduzierte Zeichen erhöhten die Lesefreundlichkeit. Für die Blattgestaltung waren als Art Director Lo Breier und ab 1997 Dirk Linke federführend.
Ein neuer Ansatz war es „angesichts des Mangels an kontroversen öffentlichen Auseinandersetzungen zu Grundsatzfragen“, im Blatt gegensätzliche Meinungen austragen zu lassen, gelegentlich sogar auf der Titelseite. Damit wurde Die Woche „stilbildend für den Zeitungsmarkt“. Außerdem etablierte sie als erste Zeitung eine feste Seite über die Medienbranche. Die Woche übernahm als erste Zeitung in Deutschland die neuen Rechtschreibregeln. Später bezeichnete Bissinger diese Entscheidung als einen „Irrtum“ und bewertete sie als „voreilig“.
Die Woche hatte von Anfang an eine starke Konkurrenz durch den fast gleichzeitig gegründeten Focus aus dem Burda-Verlag und durch die ehemals ostdeutsche Zeitung Wochenpost, die ab 1991 von Gruner + Jahr bundesweit verbreitet worden war. Anfang 1997 übernahm Die Woche die Wochenpost, die vorübergehend bis Mai 1997 als Beilage erschien. Verkaufsverhandlungen der Woche im Februar 2002 mit der Essener WAZ-Gruppe scheiterten, weil Verhandlungsführer Bodo Hombach neben der Zeitung auch den Jahreszeiten Verlag kaufen wollte. Am 8. März 2002 wurde die Zeitung wegen mangelnder Wirtschaftlichkeit eingestellt. Die Abonnentendatei übernahm der Rheinische Merkur.
Bissinger ist der Ansicht, dass „mit der Digitalisierung der Medienwelt […] es unwahrscheinlich geworden [ist], dass noch jemals wieder eine Zeitschrift oder Zeitung mit einem umfassenden Themenanspruch außerhalb enger Marktnischen neu gegründet werde.“ Die Woche sei „nicht an zu wenig Lesern gescheitert; es fehlten einfach die Anzeigen.“ Nach Schmidt und Bernhardt lag eine der Ursachen des Scheiterns beim mangelhaften Marketing und unzureichender Akquisetätigkeit häufig wechselnder Geschäftsführer: „Die Woche hätte eines eigenen Anzeigenteams bedurft, das auf Erfahrungen in der Akquise passender Unternehmen und Institutionen zurückgreifen konnte.“ Der Jahreszeiten Verlag war auf „Frauen- und Edelmagazine“ spezialisiert und verfügte daher über keine Kontakte und Erfahrungen mit Werbekunden für politische Zeitungen. Am Ende blieb die Zeitungsredaktion ein Fremdkörper im Verlagshaus, „das waren zwei Welten, die nicht miteinander harmonierten.“

## Auszeichnungen
- Gold-Medaille des Art Directors Club (ADC) (1998)[24]
- World’s Best-Designed Newspaper (1997, 1998, 2000)[2] von der Society for News Design (SND)[25]
- European Newspaper Award (2000)[26]